# Okres Semily

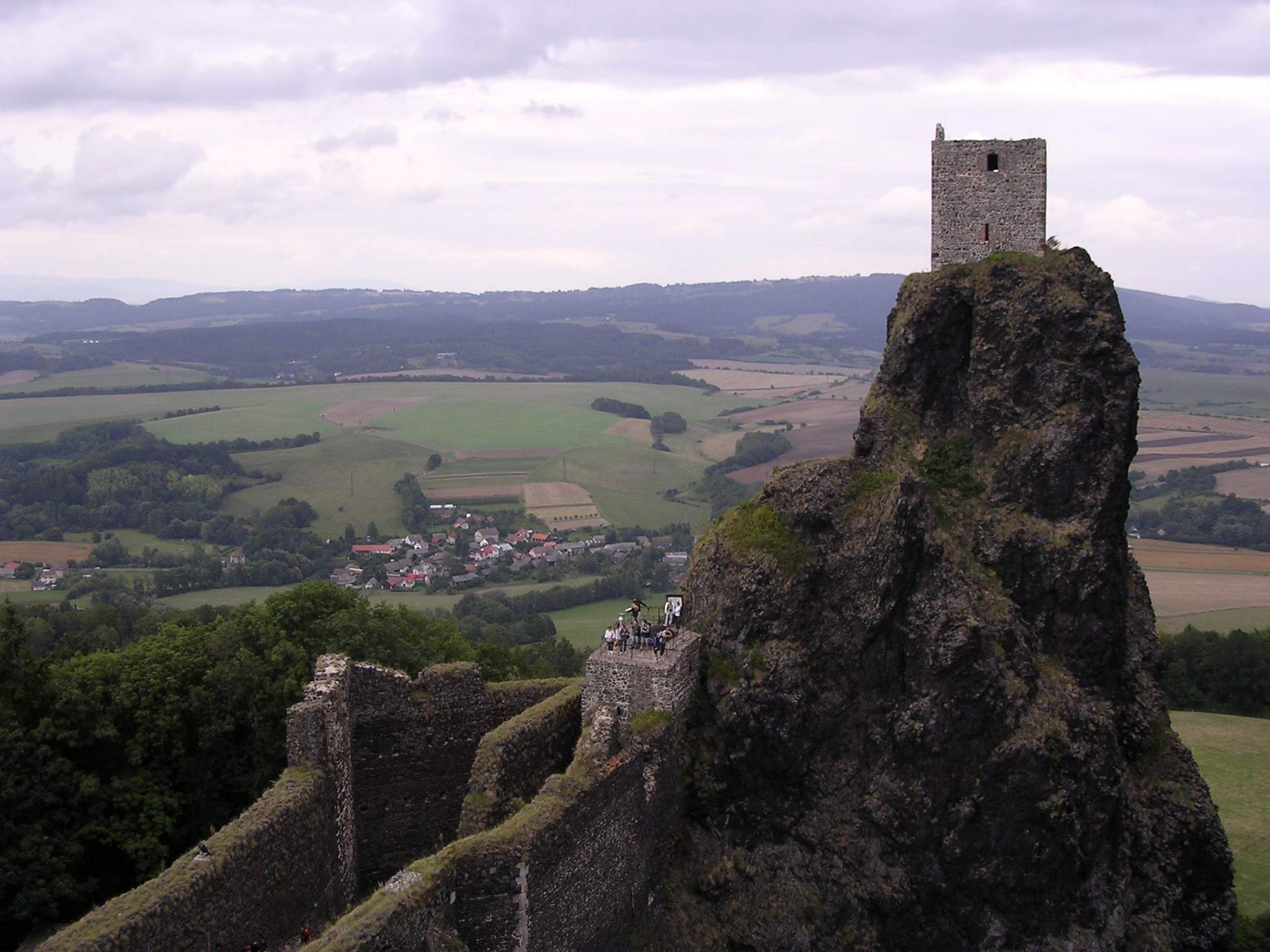
Hrad Trosky

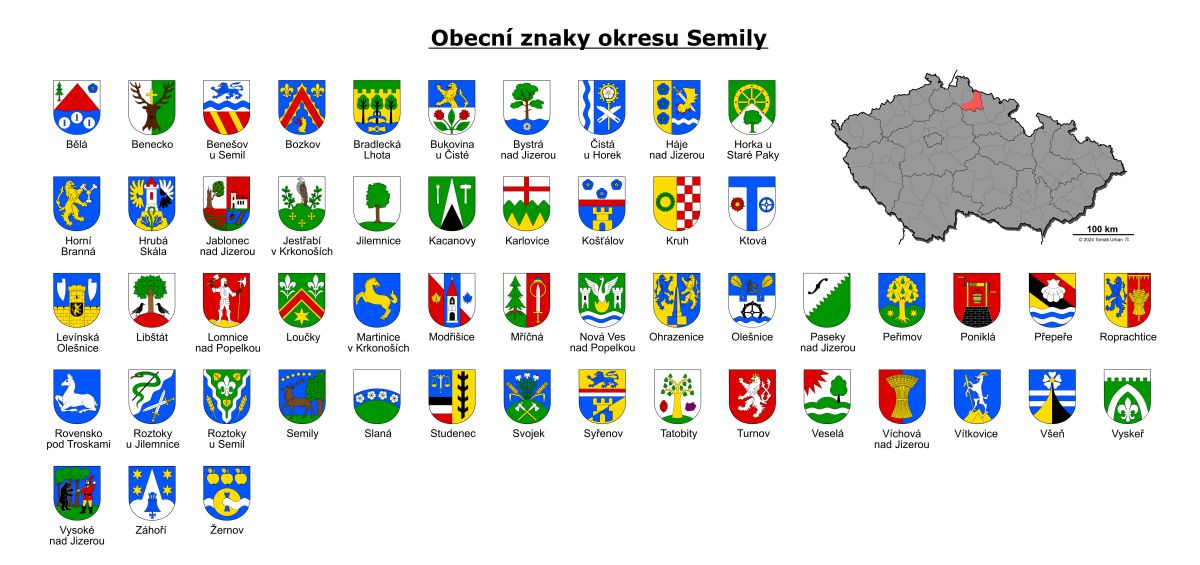
Přehled obecních znaků okresu Semily

Okres Semily je okres v Libereckém kraji. Jeho dřívějším sídlem bylo město Semily, vyšší počet obyvatel má však Turnov, který je současně významným silničním a železničním uzlem.
Na severozápadě sousedí s okresem Jablonec nad Nisou a na západě s okresem Liberec. Dále pak na východě a jihu sousedí s okresy Trutnov a Jičín Královéhradeckého kraje a s okresem Mladá Boleslav Středočeského kraje. Ze severu je okres vymezen státní hranicí s Polskem. Do 31. prosince 2020 byl součástí Východočeského kraje.

## Struktura povrchu
K 31. prosinci 2003 měl okres celkovou plochu 698,92 km², z toho:
- 53,7 % zemědělských pozemků, které z 46,55 % tvoří orná půda (25,00 % rozlohy okresu)
- 46,3 % ostatní pozemky, z toho 80,25 % lesy (31,16 % rozlohy okresu)

## Demografické údaje
Data k 31. března 2005:
| Popis          | Celkem | Ženy           | Muži           |
| -------------- | ------ | -------------- | -------------- |
| počet obyvatel | 74 660 | 38 032 50,94 % | 36 628 49,06 % |
| průměrný věk   | 40,0   | 41,6           | 38,4           |

- hustota zalidnění: 107 ob./km²
- 59,78 % obyvatel žije ve městech

### Zaměstnanost
(2003)
| Počet obyvatel se stálým zaměstnáním | 17 531    |
| Průměrný plat                        | 14 014 Kč |
| Nezaměstnaných                       | 3 118     |
| Míra nezaměstnanosti                 | 8,09 %    |

### Školství
(2003)
| Druh školy                     | Počet škol |
| ------------------------------ | ---------- |
| Mateřské školy                 | 53         |
| Základní školy                 | 43         |
| Gymnázia                       | 3          |
| Střední školy průmyslové školy | 8          |
| Střední odborná učiliště       | 4          |
| Vyšší odborné školy            | 1          |

### Zdravotnictví
(2003)
| Lékaři                          | 271 |
| Nemocnice                       | 3   |
| Specializovaná léčebná zařízení | 3   |
| Zubní lékaři                    | 42  |
| Lékárny                         | 18  |

### Zdroj
- Český statistický úřad

## Silniční doprava
Na území zasahují malé kousky dálnice D10 a silnice pro motorová vozidla I/35. Silnice I. třídy v okrese jsou I/10, I/14, I/16 a I/35. Silnice II. třídy II/282, II/283, II/284, II/286, II/288, II/289, II/290, II/292, II/293, II/294, II/295 a II/610.

## Železniční doprava
Okresem prochází železniční tratě : Pardubice–Liberec, Praha–Turnov, Hradec Králové – Turnov, Chlumec nad Cidlinou – Trutnov, Liberec–Harrachov, Martinice v Krkonoších – Rokytnice nad Jizerou, Mladá Boleslav – Stará Paka, Železný Brod – Tanvald.

## Seznam obcí a jejich částí
Města jsou uvedena tučně, městyse kurzívou, části obcí malince.

Bělá •
Benecko (Dolní Štěpanice • Horní Štěpanice • Mrklov • Rychlov • Štěpanická Lhota • Zákoutí • Žalý) •
Benešov u Semil •
Bozkov •
Bradlecká Lhota •
Bukovina u Čisté •
Bystrá nad Jizerou •
Čistá u Horek •
Háje nad Jizerou (Dolní Sytová • Loukov • Rybnice) •
Holenice •
Horka u Staré Paky (Nedaříž) •
Horní Branná (Valteřice) •
Hrubá Skála (Bohuslav • Borek • Doubravice • Hnanice • Krčkovice • Rokytnice • Želejov) •
Chuchelna (Komárov • Lhota) •
Jablonec nad Jizerou (Blansko • Bratrouchov • Buřany • Dolní Dušnice • Dolní Tříč • Horní Dušnice • Hradsko • Končiny • Stromkovice • Vojtěšice) •
Jesenný (Bohuňovsko) •
Jestřabí v Krkonoších (Křížlice • Roudnice) •
 Jilemnice (Hrabačov • Javorek) •
Kacanovy •
Karlovice (Radvánovice • Roudný • Sedmihorky • Svatoňovice) •
Klokočí •
Košťálov (Čikvásky • Kundratice • Valdice) •
Kruh •
Ktová •
Levínská Olešnice (Žďár) •
Libštát •
Lomnice nad Popelkou (Černá • Dráčov • Chlum • Košov • Lomnice nad Popelkou • Morcinov • Nové Dvory • Ploužnice • Rváčov • Skuhrov • Tikov • Želechy)  •
Loučky •
Martinice v Krkonoších •
Mírová pod Kozákovem (Bělá • Bukovina • Dubecko • Hrachovice • Chloumek • Chutnovka • Kvítkovice • Loktuše • Prackov • Rohliny • Sekerkovy Loučky • Smrčí • Stebno • Vesec)  •
Modřišice • Mříčná •
Nová Ves nad Popelkou •
Ohrazenice •
Olešnice (Pohoří) •
Paseky nad Jizerou • Peřimov •
Poniklá •
Přepeře •
Příkrý (Škodějov) •
Radostná pod Kozákovem (Kozákov • Lestkov • Volavec) •
Rakousy •
Rokytnice nad Jizerou (Dolní Rokytnice • Františkov • Hleďsebe • Horní Rokytnice • Hranice • Rokytno • Studenov) •
Roprachtice •
Rovensko pod Troskami (Blatec • Křečovice 2.díl • Liščí Kotce • Štěpánovice • Václaví) •
Roztoky u Jilemnice •
Roztoky u Semil •
Semily (Bítouchov • Podmoklice • Spálov) •
Slaná (Bořkov • Hořensko • Nedvězí • Sutice • Světlá) •
Stružinec (Bezděčín • Pohoří • Tuhaň) •
Studenec (Rovnáčov • Zálesní Lhota) •
Svojek (Tample) •
Syřenov (Újezdec • Žďár u Kumburku) •
Tatobity (Žlábek) •
Troskovice (Jivina • Křenovy • Tachov) • Turnov (Bukovina • Daliměřice • Dolánky u Turnova • Hrubý Rohozec • Kadeřavec • Kobylka • Loužek • Malý Rohozec • Mašov • Mokřiny • Pelešany • Turnov • Vazovec) •
Veselá (Bítouchov • Kotelsko • Vranovsko • Žďár) •
Víchová nad Jizerou (Horní Sytová • Víchovská Lhota) •
Vítkovice •
Všeň (Mokrý • Ploukonice) •
Vyskeř (Drahoňovice • Lažany • Mladostov • Poddoubí • Skalany) •
Vysoké nad Jizerou (Helkovice • Horní Tříč • Sklenařice • Stará Ves) •
Záhoří (Dlouhý • Pipice • Proseč • Smrčí) •
Žernov (Křečovice 1.díl • Podtýn • Proseč • Sýkořice)
Do konce roku 2020 spadal do okresu Semily také Harrachov, který je od začátku roku 2021 součástí okresu Jablonec nad Nisou. Tato změna se však netýká například soudních řízení, protože pro soudy jsou obvody stanoveny zákonem o soudech a soudcích, podle nějž nadále Harrachov spadá do působnosti Okresního soudu v Semilech.

## Seznam správních obvodů obcí s rozšířenou působností
Okres se skládá ze tří správních obvodů obcí s rozšířenou působností, které jsou shodné se správními obvody obcí s pověřeným úřadem:
- Semily
- Turnov
- Jilemnice

## Řeky
- Jizera
- Cidlina
- Kamenice
- Oleška
- Mumlava
- Jizerka